# Sona Akhundova-Garayeva
Sona Iskander gizi Akhundova-Garayeva (azéri : Sona xanım İsgəndər bəy qızı Axundov), née le 16 octobre 1898 et morte le 19 octobre 1971, est une poétesse azerbaïdjanaise et l'une des premières femmes d'Azerbaïdjan à recevoir une éducation supérieure. Elle est la mère du compositeur Gara Garayev et du docteur Mursal Garayev (en).

## Jeunesse et éducation
Sona Iskander gizi Akhundova est née le 16 octobre 1898 à Bakou. Son père est Iskander Mirza Abdulhuseyn bey oglu Akhundov, diplômé de l'Université de Cracovie, et sa mère Zuleykha Bayramalibeyova, l'une des femmes instruites et éclairées de son temps.
À l'âge de 13 ans, les parents d'Akhundova l'envoient dans une école de filles relevant de la municipalité de Bakou. Après avoir obtenu son diplôme de cette école, elle poursuit ses études à la succursale de Bakou de l'école Sainte-Nina. Plus tard, Akhundova étudie le piano.
Sona Akhundova montre un intérêt pour la poésie alors qu’elle est encore à l’école. Avec l'aide de Shafiqa Khanum, elle trouve et lit des poèmes de Mirza Alakbar Sabir et a également connaissance de poèmes satiriques, d'articles et de caricatures publiés dans le magazine Molla Nasreddin.
Sona Akhundova-Garayeva meurt le 19 octobre 1971.

## Œuvres
L'un des poèmes les plus célèbres d'Akhundova, « Vatan », est inclus dans le livre Ashugs and poets of Azerbaijan publié en 1974.
Des critiques des poèmes de Sona Khanum sont publiées au début du siècle dernier dans Sada, Ishik, Kaspi, Zaqafqazskaya rech et d'autres journaux. Akhundova coopère avec le premier journal féminin Ishig (en) et y publie régulièrement ses poèmes.

## Vie personnelle
Akhundova épouse Abulfaz Garayev (en), un éminent médecin, un scientifique honoré, et ils ont deux fils – Gara et Mursal Garayev. Gara devient un compositeur de renommée mondiale, tandis que Mursal devient un médecin éminent.

## Héritage
Le 16 octobre 2018, l'Union des écrivains d'Azerbaïdjan présente un livre Sona Akhundova-Garayeva. A Memorial Book dédié au 120e anniversaire d'Akhundova-Garayeva à la Maison-musée de Gara Garayev. Le livre est écrit en trois langues : azerbaïdjanais, anglais et russe.